# Pierre Dorsini
Pierre Dorsini, né le 23 avril 1934 à Villerupt et mort le 10 janvier 2023 à Castelginest, est un footballeur professionnel et entraîneur français.
Il est le meilleur buteur de l'histoire du Toulouse Football Club (1957-1967) avec 104 buts marqués.

## Carrière

### Joueur
- 1954-1957 :  FC Nancy
- 1957-1967 :  Toulouse FC

### Entraîneur
- 1972-1973 :  Toulouse FC